# Eviota zebrina
Eviota zebrina är en fiskart som beskrevs av Lachner och Karnella, 1978. Eviota zebrina ingår i släktet Eviota och familjen smörbultsfiskar. Inga underarter finns listade i Catalogue of Life.